# Luzius von Chur
Luzius von Chur (* im Prättigau oder im Montafon (Vorarlberg); † 5./6. Jahrhundert in Chur, Kanton Graubünden) war ein Missionar und ist ein Heiliger der Römisch-katholischen Kirche.

## Leben
Über das Leben von Luzius gibt es viele Legenden, jedoch wenig historisch gesicherte Fakten. Er stammte aus dem Land der Britanni, eine alte Bezeichnung für die Region Prättigau und Montafon im Vorarlberg und wirkte wahrscheinlich im 5. oder im 6. Jahrhundert als Glaubensbote im Rheintal bei Chur. Über sein missionarisches Wirken ist nichts Näheres bekannt. Die mittelalterlichen Quellen bezeichnen Luzius ausschließlich als Bekenner des Christentums und nicht als Märtyrer. Seine Schwester soll die heilige Emerita gewesen sein.

## Legende
Die erste legendenhafte Lebensbeschreibung entstand um das Jahr 800. Darin wird der Begriff Britanni mit Britannien gleichgesetzt. Luzius war demzufolge um das Jahr 166 König von Britannien. Papst Eleutherus schickte Timotheus, einen Schüler des Apostels Paulus, mit dem Missionsauftrag zu Luzius. Luzius gehorchte ihm und zog zuerst nach Augsburg und später nach Rätien. Erboste Heiden warfen ihn in einen Brunnen, worauf er jedoch von Gläubigen gerettet wurde. Nach dieser Legende starb er im Jahr 176. Nach einer anderen Legende war er der erste Bischof der Stadt Chur. Allerdings fehlt er in der Churer Bischofsliste.

## Verehrung
Sein Gedenktag ist der 2. Dezember. Er wurde ursprünglich in der St. Luziuskirche in Chur begraben. Die Reliquien wurden 923 geraubt, sind aber seit 1108 wieder in der Kathedrale von Chur. Er ist Schutzpatron des Bistums Vaduz und des Bistums Chur. Seit dem  späten 18. Jahrhundert ist Luzius Landespatron des Fürstentums Liechtenstein.
Sein Büstenreliquiar, angefertigt um 1499 vermutlich von dem Konstanzer Goldschmied Hans Schwartz befindet sich (wie auch das Büstenreliquiar des Placidus) im Dommuseum Chur.